# Yıldırım (Name)
Yıldırım ist ein türkischer männlicher Vorname und Familienname. Außerhalb des türkischen Sprachraums kommt beim Familiennamen auch die nicht-türkische Schreibweise Yildirim vor.

## Bedeutung
Yıldırım bedeutet „Blitz“. Wegen der Geschwindigkeit seiner Feldzüge war Yıldırım der Beiname von Sultan Bayezid I.

## Namensträger

### Vorname
- Yıldırım Akbulut (1935–2021), türkischer Politiker
- Yıldırım Aktuna (1930–2007), türkischer Psychiater und Politiker
- Yıldırım Dağyeli (* 1942), deutscher Verleger und literarischer Übersetzer
- Yıldırım Demirören (* 1964), türkischer Fußballfunktionär
- Yıldırım Memişoğlu (* 1964), türkischer Schauspieler
- Yıldırım Tuğrul Türkeş (* 1954), türkischer Politiker (MHP)
- Yıldırım Uran (1955–2019), türkischer Fußballtrainer

### Familienname
- Ahmet Yıldırım (* 1974), türkischer Fußballspieler und -trainer
- Ataman Yıldırım (* 1983), deutsch-türkischer Fußballspieler
- Atilla Yıldırım (* 1990), türkischer Fußballspieler
- Avni Yıldırım (* 1991), türkischer Boxer
- Aygün Yıldırım (* 1995), deutsch-türkischer Fußballspieler
- Aziz Yıldırım (* 1952), türkischer Fußballfunktionär
- Bahar Yıldırım (* 1998), türkische Langstreckenläuferin
- Berkan Yıldırım (* 1986), deutsch-türkischer Fußballspieler
- Bertuğ Yıldırım (* 2002), türkischer Fußballspieler
- Binali Yıldırım (* 1955), türkischer Ministerpräsident
- Bülent Yıldırım (* 1972), türkischer Fußballschiedsrichter
- Büşra Yıldırım (* 1996), türkische Leichtathletin
- Cem Yıldırım (* 1961), türkischer Mathematiker
- Derya Yıldırım, Hamburger Musikerin
- Emircan Emes Yildirim (* 1998), deutscher Schauspieler
- Emrullah Yıldırım (* 1996), türkischer Fußballspieler
- Erman Yıldırım (* 1983), türkischer Fußballspieler
- Erol Yıldırım (* 1944), türkischer Schriftsteller und Literaturlehrer
- Ersoy Yıldırım (* 1962), türkischer Schriftsteller
- Ertugrul Yildirim (* 1997), österreichischer Fußballspieler
- Fehmi Bülent Yıldırım (* 1966), türkischer Anwalt und Funktionär der İnsan Hak ve Hürriyetleri ve İnsani Yardım Vakfı
- Feriştah Senem Yıldırım (* 1990), türkische Schauspielerin
- Hakan Yıldırım, türkischer Modedesigner
- Harun Yildirim (* 1981), türkischer Schauspieler
- Hasan Yıldırım (* 1960), türkischer Fußballspieler
- Hüseyin Yıldırım (* 1928), türkischer Spion der DDR
- İsmail Yıldırım (* 1990), niederländisch-türkischer Fußballspieler
- İzzet Yıldırım (* 1984), türkischer Fußballspieler
- Kaan Yıldırım (* 1986), türkischer Schauspieler
- Kemal Yıldırım (* 1958), türkischer Fußballspieler
- Kemal Yıldırım (Fußballspieler, 1984) (* 1984), türkischer Fußballspieler
- Kesire Yıldırım (* 1951), Gründungsmitglied der PKK und Ehefrau Abdullah Öcalans
- Mehmet Feyzi Yıldırım (* 1996), türkischer Fußballspieler
- Mehmet Yıldırım, zeitgenössische Persönlichkeit des Islams in Deutschland türkischer Herkunft
- Mithat Yıldırım (* 1966), türkischer Skilangläufer
- Muammer Yıldırım (* 1990), türkischer Fußballspieler
- Murat Yıldırım (* 1987), türkisch-niederländischer Fußballspieler
- Murat Yıldırım (Boxer) (* 1996), deutscher Boxer türkischer Herkunft
- Necdet Yıldırım (1943–1969), türkischer Fußballspieler
- Oğuzhan Yıldırım (* 1995), türkischer Fußballspieler
- Osman Yıldırım (* 1965), türkischer Fußballspieler
- Özgür Yıldırım (Filmregisseur) (* 1979), türkisch-deutscher Filmregisseur
- Özgür Yıldırım (Fußballspieler) (* 1979), türkischer Fußballspieler
- Özgür Emre Yıldırım (* 1983), türkischer Schauspieler
- Özkan Yildirim (* 1993), deutsch-türkischer Fußballspieler
- Ramazan Yildirim (* 1975), deutscher Fußballspieler und -trainer
- Recep Yıldırım (ATB), türkischer Politiker (BBP) und Kulturfunktionär
- Recep Yıldırım (AKP), türkischer Politiker
- Reyhan Yıldırım (* 1987), deutsche Comiczeichnerin
- Rukiye Yıldırım (* 1991), türkische Taekwondoin
- Selma Yildirim (* 1969), österreichische Politikerin (SPÖ), Abgeordnete zum Nationalrat
- Sercan Yıldırım (* 1990), türkischer Fußballspieler
- Sinem Yıldırım (* 1998), türkische Kugelstoßerin
- Uğur Yıldırım (* 1982), niederländisch-türkischer Fußballspieler
- Yücel Yıldırım (* 1993), türkischer Fußballspieler
- Yunus Yıldırım (* 1970), türkischer Fußballschiedsrichter
- Zeki Yıldırım (* 1991), türkischer Fußballspieler